# Comercio electrónico

Explicación gráfica de cómo funciona.

El comercio electrónico está constituido por transacciones comerciales que se realizan a través de Internet, mientras que el negocio electrónico utiliza las tecnologías de información y los sistemas de información, procurando mejorar procesos y transacciones dentro de las organizaciones.

## Origen y evolución histórica
En los últimos decenios del siglo XIX empresas comerciales como Montgomery Ward y luego Sears iniciaron la venta por catálogo en los Estados Unidos. Este sistema de venta, revolucionario para la época, consiste en un catálogo con fotografías ilustrativas de los productos a vender. Este permitió a las empresas captar nuevos segmentos de mercado que no estaban siendo atendidos. Además, otro punto importante a tener en cuenta es que los potenciales compradores pueden escoger los productos en la tranquilidad de sus hogares, sin la asistencia o presión, según sea el caso, de un vendedor. La venta por catálogo tomó mayor impulso con la aparición de las tarjetas de crédito; además de determinar un tipo de relación de mayor anonimato entre el cliente y el vendedor.
La práctica del comercio electrónico comenzó a principios de 1970, con novedosas aplicaciones como la transferencia de fondos monetarios. Después apareció el intercambio de datos vía electrónica, que produjo una expiación en el comercio electrónico, dando lugar a otros tipos de procesos comerciales. Todos estos procesos permitieron que pequeñas empresas pudieran aumentar su nivel de competitividad implementando el comercio electrónico en sus actividades diarias. Debido a esto el comercio en línea se ha expandido muy rápidamente gracias a los millones de consumidores potenciales a los que se puede llegar a través de este medio.
A principio de los años 1970, aparecieron las primeras relaciones comerciales que utilizaban una computadora para transmitir datos, tales como órdenes de compra y facturas. Este tipo de intercambio de información, si bien no estandarizado, trajo aparejadas mejoras de los procesos de fabricación en el ámbito privado, entre empresas de un mismo sector.
A mediados de 1980, con la ayuda de la televisión, surgió una nueva forma de venta por catálogo, también llamada venta directa. De esta manera, los productos son mostrados con mayor realismo, y con la dinámica de que pueden ser exhibidos resaltando sus características. La venta directa se concreta mediante un teléfono y usualmente con pagos de tarjetas de crédito.
En 1995 los países integrantes del G7/G8 crearon la iniciativa Un Mercado Global para PYMES, con el propósito de acelerar el uso del comercio electrónico entre las empresas de todo el mundo.

## Infraestructura y fundamentos
Las aplicaciones del comercio en línea se basan principalmente en esta infraestructura:
1. Infraestructura de servicios comerciales comunes: directorios, catálogos, tarjetas inteligentes de seguridad/autentificación, instituciones intermediarias para el pago electrónico.
2. Infraestructura de red: Internet (VLAN, LAN, WAN), Intranet, Extranet, televisión por cable y satelital, dispositivos electrónicos.
3. Infraestructura de los mensajes y de distribución de información: intercambio electrónico de datos, correo electrónico, protocolo de transferencia de hipertexto.
4. Infraestructura de interfaces: está asentado en bases de datos, agenda de clientes y aplicaciones, y sus interrelaciones.
5. Plataformas y lenguajes para la infraestructura pública de red: VRML, HTML, XHTML, JavaScript, PHP, ASP.

Internet, Intranet y Extranet proporcionan enlaces vitales de comercio electrónico entre los componentes de una empresa y sus clientes, proveedores y otros socios comerciales. Esto permite que las empresas participen en tres categorías básicas de aplicaciones de comercio electrónico: 
- Entre organizaciones comerciales y clientes/consumidores.
- Sólo entre organizaciones comerciales.
- Dentro de la misma organización.

## Usos habituales
El comercio electrónico puede utilizarse en cualquier entorno en el que se intercambien documentos entre empresas: compras o adquisiciones, finanzas, industria, transporte, salud, legislación y recolección de ingresos o impuestos. Ya existen compañías que utilizan el comercio electrónico para desarrollar los siguientes aspectos:
- Creación de canales nuevos de marketing y ventas.
- Acceso interactivo a catálogos de productos, listas de precios y folletos publicitarios.
- Venta directa e interactiva de productos a los clientes.
- Soporte técnico ininterrumpido, permitiendo que los clientes encuentren por sí mismos, y fácilmente, respuestas a sus problemas mediante la obtención de los archivos y programas necesarios para resolverlos.
- Comercialización de servicios tales como marketing digital, creación de contenido y campañas publicitarias, creación y desarrollo de páginas web.

Mediante el comercio electrónico se intercambian los documentos de las actividades empresariales entre socios comerciales. Los beneficios que se obtienen en ello son: reducción del trabajo administrativo, transacciones comerciales más rápidas y precisas, acceso más fácil y rápido a la información, y reducción de la necesidad de reescribir la información en los sistemas de información. 
Los tipos de actividad empresarial que podrían beneficiarse mayormente de la incorporación del comercio electrónico son:
- Sistemas de reservas. Centenares de agencias dispersas utilizan una base de datos compartida para acordar transacciones.
- Stocks. Aceleración a nivel mundial de los contactos entre proveedores de stock.
- Elaboración de pedidos. Posibilidad de referencia a distancia o verificación por parte de una entidad neutral.
- Seguros. Facilita la captura de datos.
- Empresas proveedoras de materia prima a fabricantes. Ahorro de grandes cantidades de tiempo al comunicar y presentar inmediatamente la información que intercambian.

### Compra social y cupones descuento
El modelo de negocio consiste en la oferta de un determinado producto o servicio por un plazo limitado, generalmente de un día, con un nivel de descuento del 50 % al 90 %. Esta herramienta, además de generar un alto nivel de visitas a los sitios y compras por parte de un gran número de usuarios, es una herramienta muy popular entre comercios y empresas pequeñas, ya que este tipo de negocio funciona solamente haciendo foco en lo local y es accesible sin importar el tamaño de la organización.

## Ventajas del comercio electrónico

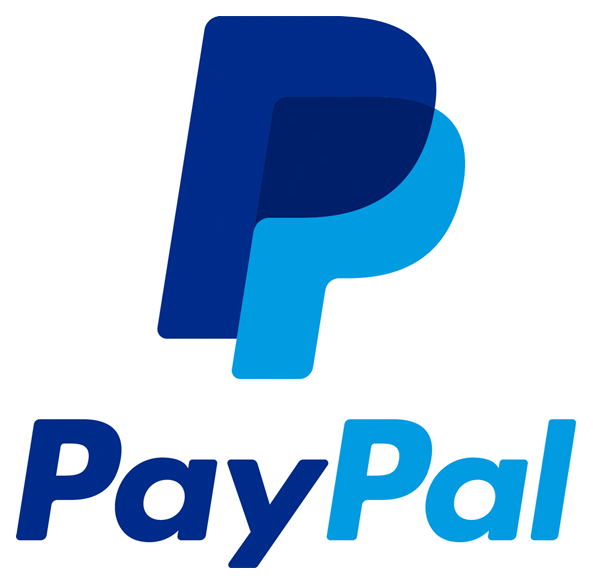
PayPal es un sistema de pagos que permite hacer y recibir pagos de cualquier parte del mundo.

### Para las empresas
El comercio electrónico ha crecido en masa, cada vez más usuarios con acceso a Internet usan plataformas digitales para satisfacer sus necesidades comprando productos para el hogar, entretenimiento, comida, etc. Como ocurre en el comercio de forma presencial, clásico podríamos llamarlo, existen ventajas en el medio virtual como las que se muestran a continuación
- La distribución del producto o servicio puede ser mejorada, esto se da gracias al hecho de utilizar la web haciendo que las empresas y los clientes puedan interactuar directamente, eliminando, por lo tanto, a los intermediarios y haciendo que las entregas sean de manera inmediata. Esto en términos de tiempo representa un gran ahorro.
- Reducción de costos en la transacción, se eliminan los formularios para pedidos, cotizaciones y otros y esto incide en muchos procedimientos, que en algunos casos desaparecen. En este contexto, los costos de la operación de compraventa bajan notablemente por no tener que procesar toda la información de los formularios y evita, además, la duplicidad de pedidos.
- Fácil acceso a la información, ya que se puede ingresar a bases de datos que les permite encontrar ofertas, colocar ofertas, crear mercados, acceder a mercados nuevos, tener algunas ventajas en las ventas, etc.
- Mejorar las relaciones entre la empresa y los clientes, ya que se puede entablar comunicaciones que puede incrementar el conocimiento del producto o servicio, conocer preferencias de los consumidores, llegar a acuerdos que beneficien a ambos y otros.
- Mejorar la comunicación comercial, la empresa mantiene a los clientes constantemente actualizados acerca de sus productos o servicios y les da la posibilidad de acceder a información de la empresa las 24 horas del día, independientemente del lugar donde se encuentren.[2]

### Para los usuarios
La utilización de las compras electrónicas por Internet le otorgan a los usuarios ciertas ventajas:
- Encontrar un producto a menor costo: el usuario tiene más oportunidades de navegar y encontrar un producto que más se adapte a su economía.
- Realizar mejor negociación con el vendedor: existen tiendas virtuales que permiten el regateo con el vendedor, dándoles más beneficios económicos al comprador por lograr obtener a menor costo el producto deseado, o en su defecto el vendedor le ofrece regalías al comprador.
- Genera comodidad en la adquisición del bien o producto: el comprador desde la comodidad de su hogar o trabajo puede comprar y adquirir el producto deseado, sin necesidad de trasladarse a otro sitio (aunque esto, en ocasiones puede generar un costo extra en el bien adquirido).

No obstante, existen ciertas barreras para el acceso a la tecnología, en especial en los países en vías de desarrollo, que hacen que sea interesante investigar el fenómeno de la adopción tecnológica por parte de los usuarios en estos contextos.

#### Consideraciones regulatorias
Diversos estudios desde la perspectiva de la economía conductual han demostrado que la reducción de los costos de transacción en el comercio electrónico —como los de búsqueda, comparación o pago— puede afectar la racionalidad del consumidor. En Colombia, esta situación ha llevado a reformas normativas que procuran equilibrar la relación entre consumidores y proveedores, estableciendo mecanismos que eleven los costos de reclamación infundada y fomenten un consentimiento informado. Por ejemplo, se han impuesto obligaciones de información previa al consumidor, deberes de verificación de consentimiento expreso e inequívoco, así como sanciones por uso abusivo de mecanismos de reversión de pagos, con el fin de evitar comportamientos incentivados por sesgos cognitivos o decisiones impulsivas.
En este marco, se ha argumentado que la institucionalización de medios de protección al consumidor, como el derecho de retracto o la reversión de pagos en compras electrónicas, debe acompañarse de límites normativos que impidan la sobreprotección. Una protección excesiva, al reducir el costo de reclamar casi a cero, podría inducir comportamientos de riesgo moral en los consumidores, generando efectos adversos en la sostenibilidad del comercio electrónico y en la confianza de los proveedores en los canales digitales.

## Tipos de comercio electrónico

### Según los participantes
Según la naturaleza de los participantes en la relación comercial y quién inicia la relación, se distinguen principalmente cuatro modelos, generalmente abreviados B2B, B2C, C2B y C2C:
1. Negocio a negocio (business to business, B2B): Transacciones que se llevan a cabo entre empresas en la red, llamadas negocio a negocio. Los proveedores pueden trabajar con sus clientes mostrándoles su inventario que incluye precios especiales para cada empresa con la que tratan, facilitando así la toma de decisión para realizar la compra.
2. Negocio a cliente (business to consumer, B2C): Se trata de que las empresas (vendedoras) realizan sus operaciones de venta directamente para el cliente. Así muchos grandes distribuidores, utilizan su portal para sus ventas a través de Internet.
3. Cliente a negocio (consumer to business, C2B): Se refiere a la relación que se da entre el cliente y las empresas, siendo la característica principal que el cliente es el que da inicio a la operación de compraventa.
4. Cliente a cliente (consumer to consumer, C2C): Es la relación que se da entre dos clientes que se puede denominar consumidores finales. Se puede decir que se trata de facilitar la comercialización de los productos o servicios; es una especie de ofertas clasificadas en línea.[2]

En ocasiones, también se añade un quinto tipo, negocio a gobierno (business to government, B2G), que se refiere al acceso de empresas a contratos públicos para así prestar servicios o vender productos a las administraciones.

### Monetización
- Publicidad en línea: Los ingresos se obtienen a través de la publicidad, para lo cual la página ha de tener un alto nivel de tráfico. Los anuncios pueden mostrarse en forma de banner, por segmentación de los usuarios, por publicidad orientada al contenido del sitio o remarketing. Para este tipo de modelo de negocio muchas páginas utilizan Google Adsense, Agencias de advertising u otros sistemas que permitan vender espacios publicitarios.
- Suscripción: En este modelo de negocio el cliente paga por suscribirse a determinados contenidos, productos o servicios del sitio que tienen un patrón de compra recurrente. Quien establece este tipo de negocio tiene como principal objetivo de marketing la fidelización del cliente. Las ventajas más relevantes es que permite obtener ingresos por adelantado y se pueden programar las ventas de forma periódica. Para que sea un negocio escalable es imprescindible trabajar con la automatización.
- Afiliación: En este modelo llamado marketing de afiliación el sitio web dirige el tráfico de usuarios hacia terceros, que venden sus productos o servicios y dan al sitio un porcentaje  de las compras o un CPL de los usuarios que se registren. No requiere inversión, ni inventarios ni es necesario ofrecer garantías.
- Tienda en línea: Es la forma más clásica de comercio electrónico, donde se ofertan directamente los productos o servicios al cliente final. Se tiene todo el control y responsabilidad de mostrar el producto, cobrar, preparar la compra y enviar al usuario aquello por lo que ha pagado.
- Freemium: Se oferta un producto o servicio gratis en una versión funcional pero limitada, con la posibilidad de expandir sus características mediante una versión de pago.
- Micromecenazgo o crowdfunding: Es un modelo colaborativo entre los usuarios y la plataforma, para establecer una red que permita financiar económicamente un proyecto. Generalmente, la plataforma recibe un porcentaje por gestionar las finanzas del proyecto.
- Crowdsourcing: En este modelo se externalizan tareas a terceros, que las ofrecen de forma abierta a los integrantes de la comunidad. La plataforma cobra una comisión por conectar al contratista con el contratado.

### Por plataforma
- E-commerce social: Es el comercio electrónico basado en las ventas a través de plataformas de redes sociales como Twitter, Facebook o YouTube.
- E-commerce móvil: Es aquel donde las transacciones se realizan con dispositivos móviles.
- E-commerce propia: Desarrolladas y diseñadas exclusivamente para la empresa que solicita su creación, estas ecommerce suelen ser bastante costosas. No obstante, el grado de personalización eleva la profesionalidad del sitio.
- E-commerce de fuentes abiertas (open source): Se desarrollan teniendo en mente suplir las necesidades de varios negocios. A pesar de que están disponibles de forma gratuita para su descarga, uso e instalación, pueden requerir la ayuda de un especialista para ser configuradas. Algunos ejemplos son WooCommerce, PrestaShop, Magento, etc.
- E-commerce en plataformas en la nube: Son plataformas que brindan las herramientas necesarias para que una pyme construya y edite su sitio web en la nube, lo que es conocido como software como servicio o SaaS. Algunos ejemplos son BigCommerce, Shopify, CommerceUp commercetools, VTEX, etc.

### Por tipo de producto
- E-commerce de servicios: En este modelo no se comercializa un producto, sino un servicio. Un ejemplo de este tipo de e-commerce es los sitios de hosting para páginas de Internet, los repositorios, las empresas de envío o las soluciones de computación en la nube.
- E-commerce de productos digitales: Al igual que las tiendas en línea de productos físicos, se comercializan productos pero de carácter digital, por lo que el envío es a través de Internet. El producto solo debe ser susceptible a ser digitalizado: fotos, videos, música, programas, libros electrónicos, aplicaciones para dispositivos móviles, películas e incluso cursos de educación a distancia o contenido para webs son productos digitales válidos.
- E-commerce de productos físicos: En la venta de productos se distinguen dos modelos: el que solo vende productos en línea y el que vende tanto offline como en línea, publicando el catálogo de productos y reservando un stock para la tienda física, para que los clientes puedan recogerlos o pagarlos directamente en la tienda.